# Sangama
Sangama fou una dinastia de l'Imperi de Vijayanagar. Fou fundada pels germans, Harihara I (també anomenat Vira Harihara o Hakka Raya) i Bukka Raya I.

## Fundació i història
La dinastia Sangama va ser fundada per Harihara I i Bukka. El seu pare havia estat presoner agafat el 1327 per Muhàmmad Xah II Tughluk. Es van convertir a la religió hindú abandonant el islam, i van fundar Vijayanagar el 1336.

## Successors
El successor de Bukka, Harihara II, va continuar la campanya de Bukka a través de l'Índia del sud i va aconseguir agafar el control de la costa d'Andhra entre Nellore i Kalinga i va conquerir les àrees d'Addanki i Srisailam així com la majoria del territori entre la península fins al sud del riu Krishna. Harihara II també va aconseguir conquerir molts ports indis com els de Goa, Chaul, i Dabhol.
Després de la mort de Harihara II el tron va entrar en conflicte entre Virupaksha Raya, Bukka Raya II i Deva Raya; del conflicte finalment va sortir vencedor Deva Raya. Durant el seu regnat, Deva Raya I va aconseguir controlar amb èxit una gran quantitat de territori. Els reis després de Deva Raya d'altra banda, no van fer cap cosa significativa pel regne. Això fou fins a Deva Raya II, que va portar a una edat daurada de la dinastia Sangama. Sota Deva Raya II el govern de l'imperi va aconseguir conquerir completament l'Índia del sud; va conquerir Kondavidu, derrotant el governant de Quilon així com altre caps, estenent l'imperi des de Odisha a la costa Malabar i des de Ceilan a Gulbarga, i també agafant molts ports indis importants. Tanmateix després de Deva Raya II, els seus successors firen incompetents el que va portar finalment a la destrucció de la dinastia amb els regnes Bahmànides contínuament conquerint parts del territori de Vijayanagar. Virupaksha Raya II fou el darrer emperador de la dinastia. Després van seguir les dinasties de Saluva (1485-1505), Tuluva (1491-1570) i Aravidu (1542-1646).

## Governants
- Harihara I 	1336–1356
- Bukka Raya I 	1356–1377
- Harihara Raya II 	1377–1404
- Virupaksha Raya 	1404–1405
- Bukka Raya II 	1405–1406
- Deva Raya I 	1406–1422
- Ramachandra Raya 	1422
- Vira Vijaya Bukka Raya 	1422–1424
- Deva Raya II 	1424–1446
- Mallikarjuna Raya 	1446–1465
- Virupaksha Raya II 	1465–1485
- Praudha Raya 	1485